# Acanthoscelides particularicornis
Acanthoscelides particularicornis is een keversoort uit de familie bladkevers (Chrysomelidae). De wetenschappelijke naam van de soort werd in 1950 gepubliceerd door Maurice Pic.